# Мельник Юрій Ількович
Ю́рій І́лькович Ме́льник (* 1889 Яблунів, нині Косівського району — † 26 січня 1919, Карів).

## Життєпис
Під час Першої світової війни служив в австро-угорській армії, закінчив вишкіл у старшинській школі.
У листопаді 1918 р. брав участь у створенні УГА, четар, комендант 2-ї сотні 3-го куреня Коломийського полку ім. гетьмана Мазепи. Сотня Мельника в складі бригади, що згодом іменувалася Дев'ятою, відзначилася в переможних боях під Равою-Руською у грудні 1918.
26 січня 1919 загинув у бою з польськими окупантами під селом Карів. Свого пораненого командира стрільці вихопили майже з-під ворожих багнетів. З Карова доставили його до Белза і там перев'язали; по дорозі до військового шпиталю в Сокаль він помер. Перед тим він попросив друзів, щоб, коли помре, — поховати його в рідній землі. Його останнє прохання вони виконали 24 лютого 1919 р. в с. Стопчатів. 
Пізніше громада спорудила надгробок. У 1950-х роках з могили зникла табличка з написом, у 1989 р. зруйновано хрест.
Пам'ятник на могилі відновлено в день річниці ЗУНР 1 листопада 1991 року.

## Джерело
- Визвольні змагання [Архівовано 3 грудня 2013 у Wayback Machine.]
- Сокаль і Сокальщина